# Диоцез Оксфорда
Диоцез Оксфорда (англ. Diocese of Oxford) — епархия в составе церковной провинции Кентербери Церкви Англии в Великобритании. Епархия занимает площадь в 5 698 км2, включает 624 прихода и 847 храмов. Численность регулярных прихожан составляет около 55 000 человек. На территории епархии находится Дорчестерское аббатство.
В настоящее время епархией управляет епископ Джон Питчард. Суффраганы — Колин Флетчер, епископ Дорчестера, Алан Уилсон, епископ Бакингема и Эндрю Прауд, епископ Рединга. Архидиаконы — Карен Горхэм, архидиакон Бакингема, Оливия Грехэм, архидиакон Беркшира (исполняющая обязанности) и Мартин Горик, архидиакон Оксфорда.

## История
Диоцез Оксфорда был основан в 1541 году на территории, выделенной из состава диоцеза Линкольна. Кафедра епископа сначала находилась при Оснейском аббатстве. В 1541 году она была перенесена в церковь Святой Фридесвиды, ставшую собором Христа.
В 1836 году архидиаконат Беркшира был выведен из-под юрисдикции диоцеза Солсбери и включён в состав диоцеза Оксфорда. Его территория полностью включает графство Беркшир и часть графства Уилтшир.
В 1837 году территория церемониального неметропольного графства Бакингем также была выведена из-под юрисдикции диоцеза Линкольна, став архидиаконатом Бакингема, который, в свою очередь, был включён в состав диоцеза Оксфорда. Окончательно архидиаконат вошёл в состав диоцеза в 1845 году.
Бакингемская епископская область была основана в 1914 году. До 1939 года епископ Бакингема был единственным суффраганом в диоцезе Оксфорда. В 1939 году была основана Дорчестерская епископская область, а в 1942 году Редингская епископская область. Кафедра последней была восстановлена после длительного вдовства с 1909 года.
С 1994 года епископу Эббсфлита предоставлена «альтернативная юрисдикция» в диозеце Оксфорда, в числе двенадцати других епархий в западной части провинции Кентербери, распространяющуюся на приходы, члены которых отказались от служения епископов, принимавших участие в хиротонии женщин.

## Территория
Диоцез Оксфорда включает в себя территорию графств Беркшир (118 церквей), Бакингемшир (152 церкви) и Оксфордшир (227 церквей), а также  часть графства Бедфордшир (3 церкви), Гэмпшир (1 церковь) и исторического графства Мидлсекс (1 церковь).
Епископ Оксфорда обладает юрисдикцией над всей епархией, а также отвечает за город и пригороды Оксфорда, которые являются частью одноимённого архидиаконата. Кафедра епископа находится в соборе Христа в Оксфорде.
Диоцез разделен на три епископские области, которые совпадают с его архидиаконатами.
- Архидиаконат Оксфорда включает город Оксфорд с пригородами и диаконаты Оксфорд и Каули.
  - Дорчестерская епископская область, восходящая к англосаксонской епархии Дорчестера, включает диаконаты Эстон и Каддесдон, Бистер и Айслип, Чиппинг-Нортон, Деддингтон, Хенли, Уитни и Вудсток.
- Бакингемская епископская область (архидиаконат Бакингема), включает диаконаты Эмершем, Эйлсбери, Бакингем, Бёрнхем и Слау, Клейдон, Милтон-Кейнс, Мерсли, Ньюпорт, Вендовер и Уиком.
- Редингская епископская область (архидиаконат Беркшира), включает диаконаты Абингдон, Брекнелл, Бредфилд, Мейденхед и Виндзор, Ньюбери, Рединг, Соннинг, Вейл-оф-Уайт-Хорс, Уоллингфорд и Вантейдж.